# Puzolana

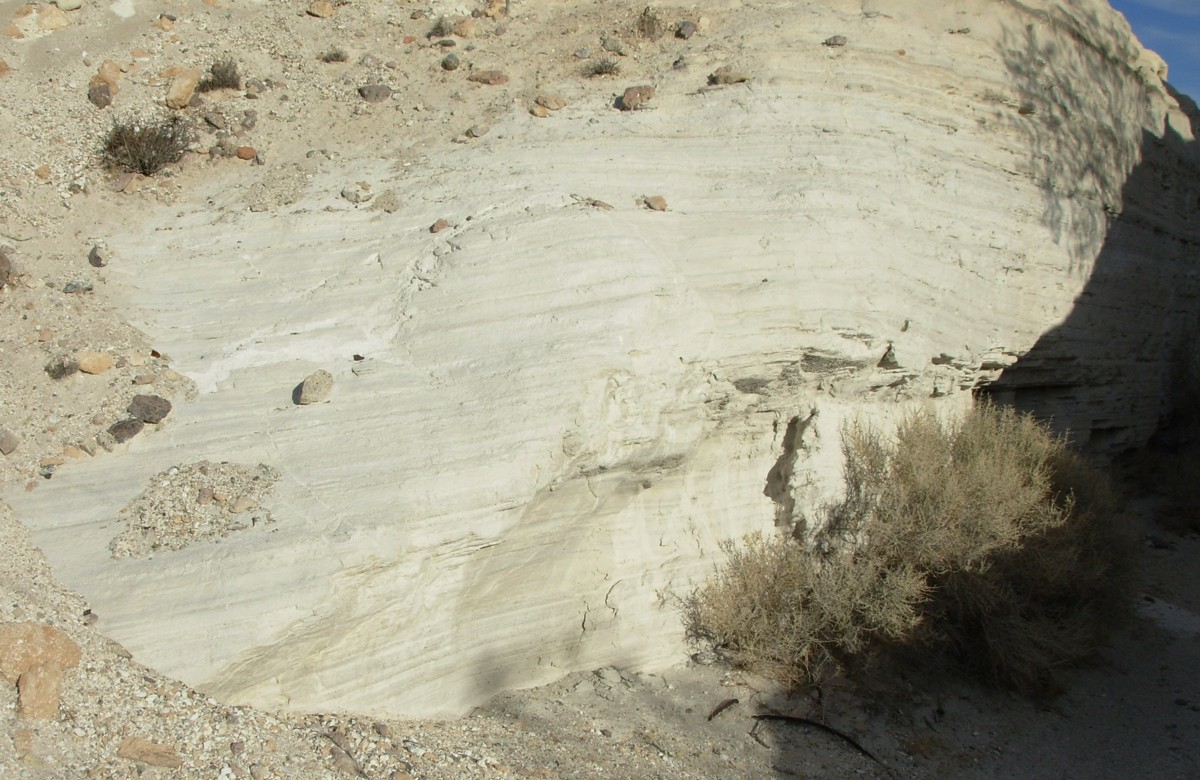
Depósitos naturales de puzolana (ceniza volcánica) situados en el sur de California en los Estados Unidos

Las puzolanas son materiales silíceos o alumino-silíceos a partir de los cuales se producía históricamente el cemento, desde la antigüedad romana hasta la invención del cemento Portland en el siglo XIX. Hoy en día el cemento puzolánico se considera un ecomaterial.
La definición amplia de puzolana no se ocupa del origen del material, solo de su capacidad de reaccionar con hidróxido de calcio y agua. La cuantificación de esta capacidad está comprendida dentro del término actividad puzolánica.
La pozzolana es un material similar pero en este caso solo de origen volcánico.

## Origen e historia
Recibe su nombre de la población de Pozzuoli, en las faldas del Vesubio, donde ya en tiempos romanos era explotada para la fabricación de cemento puzolánico. Después el término fue extendiéndose a todos aquellos materiales que por sus propiedades similares a la Puzolana de origen natural pueden tener usos sustitutivos.
La civilización romana fue la que descubrió todo el potencial que estos materiales podían ofrecer. De esta forma uno de los mejores exponentes que podemos encontrar es el Panteón de Roma. Construido en el año 123, fue durante 1500 años la mayor cúpula construida, y con sus 43,3 metros de diámetro aún mantiene records, como el de ser la mayor construcción de hormigón no armado que existe en el mundo. Para su construcción se mezcló cal, puzolana y agua; añadiendo en las partes inferiores ladrillos rotos a modo de los actuales áridos, aligerando el peso en las capas superiores usando materiales más ligeros como piedra pómez y puzolana no triturada.

## Depósitos de puzolana en el mundo
En Chile, específicamente en la región metropolitana, lo que es actualmente las comunas de Lampa y Pudahuel están situadas sobre un gran manto puzolánico que se extiende hasta la costa misma con interrupciones breves. Algunas empresas explotan este manto para obtener materia prima para diversos usos, en especial para la industria del abrasivo. El origen de este material en un comienzo se atribuyó a la presencia de los volcanes Tupungato y San José, pero dada la extensión y distribución del material se ha atribuido actualmente al extinto volcán Diamante ubicado en la frontera con Argentina a la misma latitud que Santiago.

## Principales tipos de puzolanas

### Puzolanas naturales
- Rocas volcánicas, en las que el constituyente amorfo es vidrio producido por enfriamiento brusco de la lava. Por ejemplo las cenizas volcánicas, las tobas, la escoria y obsidiana.
- Rocas o suelos en las que el constituyente silíceo contiene ópalo, ya sea por la precipitación de la sílice de una solución o de los residuos de organismos de lo cual son ejemplos las tierras de diatomeas, o las arcillas calcinadas por vía natural a partir de calor o de un flujo de lava.

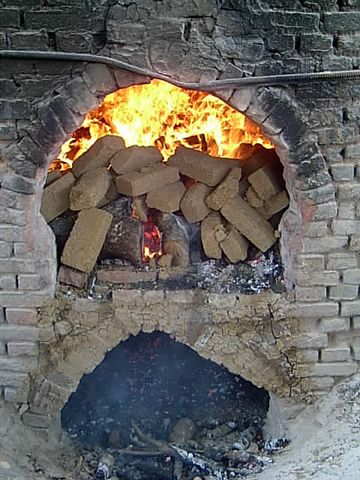
Ladrillos de bloque sólido combustible siendo incinerados para producir ceniza con características puzolánicas.

### Puzolanas artificiales
- Cenizas volantes: las cenizas que se producen en la combustión de carbón mineral (lignito), fundamentalmente en las plantas térmicas de generación de electricidad.
- Arcillas activadas o calcinadas artificialmente: por ejemplo residuos de la quema de ladrillos de arcilla y otros tipos de arcilla que hayan estado sometidas a temperaturas superiores a los 800 °C.
- Escorias de fundición: principalmente de la fundición de aleaciones ferrosas en altos hornos. Estas escorias deben ser violentamente enfriadas para lograr que adquieran una estructura amorfa.
- Cenizas de residuos agrícolas: la ceniza de cascarilla de arroz, ceniza del bagazo y la paja de la caña de azúcar. Cuando son quemados convenientemente, se obtiene un residuo mineral rico en sílice y alúmina, cuya estructura depende de la temperatura de combustión.

## Mejora en las propiedades del cemento puzolánico
El cemento puzolánico se produce a partir de mezclar íntimamente y moler en un molino de bolas hasta fino polvo una mezcla de hidrato de cal y puzolana, con una proporción promedio de 70 % de puzolana y 30 % de cal. El material producido requiere tener una finura similar a la del cemento Portland ordinario (3100-4200 cm²/g).
Las ventajas que ofrece el cemento puzolánico sobre el resto se detallan a continuación:
- Mayor durabilidad del cemento.
- Mejora en la resistencia frente al agua de mar.
- Mejor defensa ante los sulfatos y cloruros.
- Aumento en la resistencia a la tracción.
- Incremento de la impermeabilidad por la reducción de grietas en el fraguado.
- Disminución del calor de hidratación.
- Mejora en la resistencia a la abrasión.
- Aumento de la resistencia del acero a la corrosión.
- Menor necesidad de agua.

## Propiedades de la puzolana
Las propiedades de las puzolanas dependen de la composición química y la estructura interna. Se prefiere puzolanas con composición química tal que la presencia de los tres principales óxidos (SiO2, Al2O3, Fe2O3) sea mayor del 70 %. Se trata que la puzolana tenga una estructura amorfa.
En el caso de las puzolanas obtenidas como desechos de la agricultura (cenizas de la caña de azúcar y el arroz), la forma más viable de mejorar sus propiedades es realizar una quema controlada en incineradores rústicos, donde se controla la temperatura de combustión, y el tiempo de residencia del material.
Si la temperatura de combustión está en el rango entre 400-760 °C, hay garantía de que la sílice se forma en fases amorfas, de mucha reactividad. Para temperaturas superiores comienzan a formarse fases cristalinas de sílice, poco reactivas a temperatura ambiente.

## Otros usos de la puzolana
- Filtro natural de líquidos por su elevada porosidad.
- Sustrato inerte y aireante para cultivos hidropónicos.
- Fabricación de Hormigones de baja densidad (como ya se ha señalado en el caso del Panteón de Roma).
- Drenaje natural en campos de fútbol e instalaciones deportivas.
- Absorbente (en el caso del agua del 20 al 30 % del peso de árido seco) y preparación de tierras volcánicas olorosas.
- Aislante térmico (0,21 kcal / (hm² °C))
- Arqueología. Protector de restos arqueológicos de baja densidad para conservación de restos (por construcción sobre ellos o con carácter temporal).
- Jardinería. En numerosas rotondas, jardines. Sustituto eficaz del césped en zona con carencia de agua de riego.
- Abrasivo. Usado como ingrediente en algunos detergentes abrasivos.
- El término se aplica popularmente a las áreas de frenado para salidas de pista durante competiciones automovilísticas, principalmente de Fórmula 1, pues originalmente eran de puzolana, si bien hoy día se emplean otros materiales como grava calibrada de distinto origen.